# Jorullo

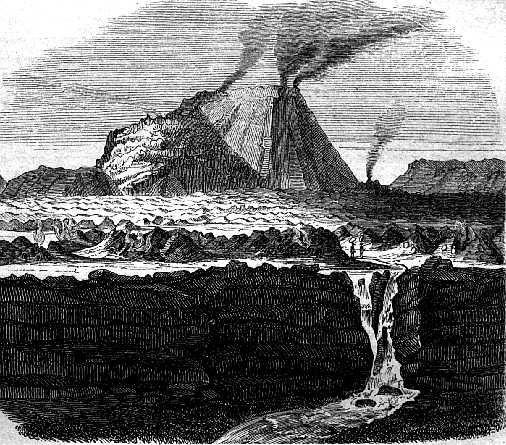
El Jorullo

Jorullo är en 1 320 meter hög vulkan i sydvästra Mexiko, 250 kilometer västsydväst om Mexico City.
Jorullo bildades i juni 1759 och ödelade då ett 13 kvadratkilometer stort område. Sedan 1820-talet har den ej varit aktiv.